# Fusillade de Realengo
Vous lisez un « bon article » labellisé en 2023.
La fusillade de Realengo est une tuerie en milieu scolaire qui a lieu le 7 avril 2011 dans le quartier de Realengo dans la zone ouest de Rio de Janeiro, au Brésil.
Ce jour-là, Wellington Menezes de Oliveira, un homme âgé de 23 ans, s'introduit dans l'école Tasso da Silveira, armé de deux revolvers. Il tire pendant plus de dix minutes et assassine douze élèves, des filles pour la plupart, et blesse vingt-deux autres personnes. Blessé par balle par un policier, l'attaquant retourne l’un de ses revolvers contre lui-même et se suicide.
La motivation de l'assaillant est encore aujourd'hui incertaine malgré les investigations policières. Cependant, une longue lettre de suicide laissée par le tireur étaie l'hypothèse d'une vengeance des harcèlements qu'il a subis durant son enfance. Des photos prises par le tireur révèlent également sa fascination pour le terrorisme et Oussama ben Laden.
L'attaque provoque une grande consternation au Brésil, et la présidente brésilienne de l’époque, Dilma Rousseff, décrète un deuil national de trois jours. De nombreux hommages ont lieu, tant au Brésil qu'à l'étranger, témoignant ainsi de l'impact de l'événement.
Cette tuerie en milieu scolaire est la première de ce genre au Brésil. Elle est aussi la première fusillade scolaire d'ampleur jamais perpétrée dans ce pays, jusqu'au massacre de Suzano, le 13 mars 2019, lors duquel dix personnes, dont les auteurs, trouvent la mort. En Amérique latine, seule l'Argentine a auparavant connu un drame similaire, le 28 septembre 2004, lorsqu'un élève de 15 ans tue trois de ses camarades de classe et en blesse cinq autres avec un pistolet à Carmen de Patagones.

## Déroulement
Le 7 avril 2011, vers 8 h 30, Wellington Menezes de Oliveira se rend à pied vers l'école municipale Tasso da Silveira. À l'entrée de l'école, il est reconnu par un professeur en tant qu'ancien élève. Il a fréquenté l'école de 1999 à 2002.
Portant un sac à dos, il dit venir ce jour-là pour donner une conférence à des élèves. À l'intérieur de l'établissement, de Oliveira se dirige immédiatement vers le troisième étage et entre dans une salle de classe, où se trouvent des élèves de huitième année,.
En pénétrant dans la salle de classe, il salue les élèves présents, pose son sac sur une table et en sort deux armes à feu : un revolver de calibre .38 Special et un revolver de calibre .32, avec un nombre indéterminé de chargeurs rapides attachés à sa ceinture. Il s'arme des deux revolvers, un dans chaque main, et commence à tirer. Un élève de 13 ans du nom de Mateus Moraes, qui a survécu au drame et était présent dans la salle de classe où de Oliveira s'est rendu dans un premier temps, affirme que les filles ont été prises pour cible par le tireur lors de l'attaque :

« Il tuait les filles en leur tirant une balle dans la tête. Sur les filles, il tirait pour tuer. Chez les garçons, les coups de feu ne devaient que blesser, dans les bras ou les jambes »

— Mateus Moraes, 13 ans, survivant du massacre.

### Intervention policière et mort du tireur
Alors que de nombreux élèves de l'école municipale Tasso da Silveira prennent la fuite, deux policiers qui patrouillent dans la zone sont alertés de la fusillade par deux garçons blessés au visage. Le sergent Márcio Alexandre Alves, 38 ans, et son collègue se précipitent dans l'enceinte de l'école. Sur place, Alves entend des coups de feu et monte rapidement au deuxième étage.
C'est là que le policier tombe nez-à-nez avec le tireur lourdement armé qui sort d’une salle de classe. Ce faisant, Alves empêche ce dernier de se rendre au troisième étage, où sont regroupés un grand nombre d'élèves qui n'ont pu s'enfuir du bâtiment. De Oliveira pointe son arme vers le policier, mais ne tire pas. Alves tire dans la jambe et dans l'abdomen du meurtrier, le faisant tomber dans l'escalier ; Wellington Menezes de Oliveira finit par se suicider d'une balle dans la tête,.

### Victimes
Quelques heures après le massacre, la liste des victimes est publiée par la police de Rio de Janeiro. Au total, treize personnes ont péri dans la fusillade, dont le tireur ; vingt-deux autres personnes ont été blessées par balle. Le corps de Wellington Menezes de Oliveira est évacué de l'école vers 12 h 20,.
Les victimes sont les suivantes :
- Ana Carolina Pacheco da Silva, 13 ans
- Bianca Rocha Tavares, 14 ans
- Géssica Guedes Pereira, 15 ans
- Igor Moraes, 13 ans
- Karine Chagas de Oliveira, 14 ans
- Larissa dos Santos Athanasius, 13 ans
- Laryssa Silva Martins, 13 ans
- Luiza Paula da Silveira Machado, 15 ans
- Mariana Rocha de Souza, 13 ans
- Milena dos Santos Nascimento, 15 ans
- Rafael Pereira da Silva, 14 ans
- Samira Pires Ribeiro, 14 ans
- Le tireur, Wellington Menezes de Oliveira, 23 ans (suicide)

Les familles de quatre enfants assassinés dans la tuerie de l’école municipale décident de faire don des organes de leurs proches. Le tissu osseux et les cornées de Larissa dos Santos Atanázio, Bianca Rocha Tavares et Luiza Paula da Silveira Machado sont ainsi donnés. Certaines parties du corps de Karine Chagas de Oliveira sont également transmises.

## Réactions et conséquences

### Réponses nationales

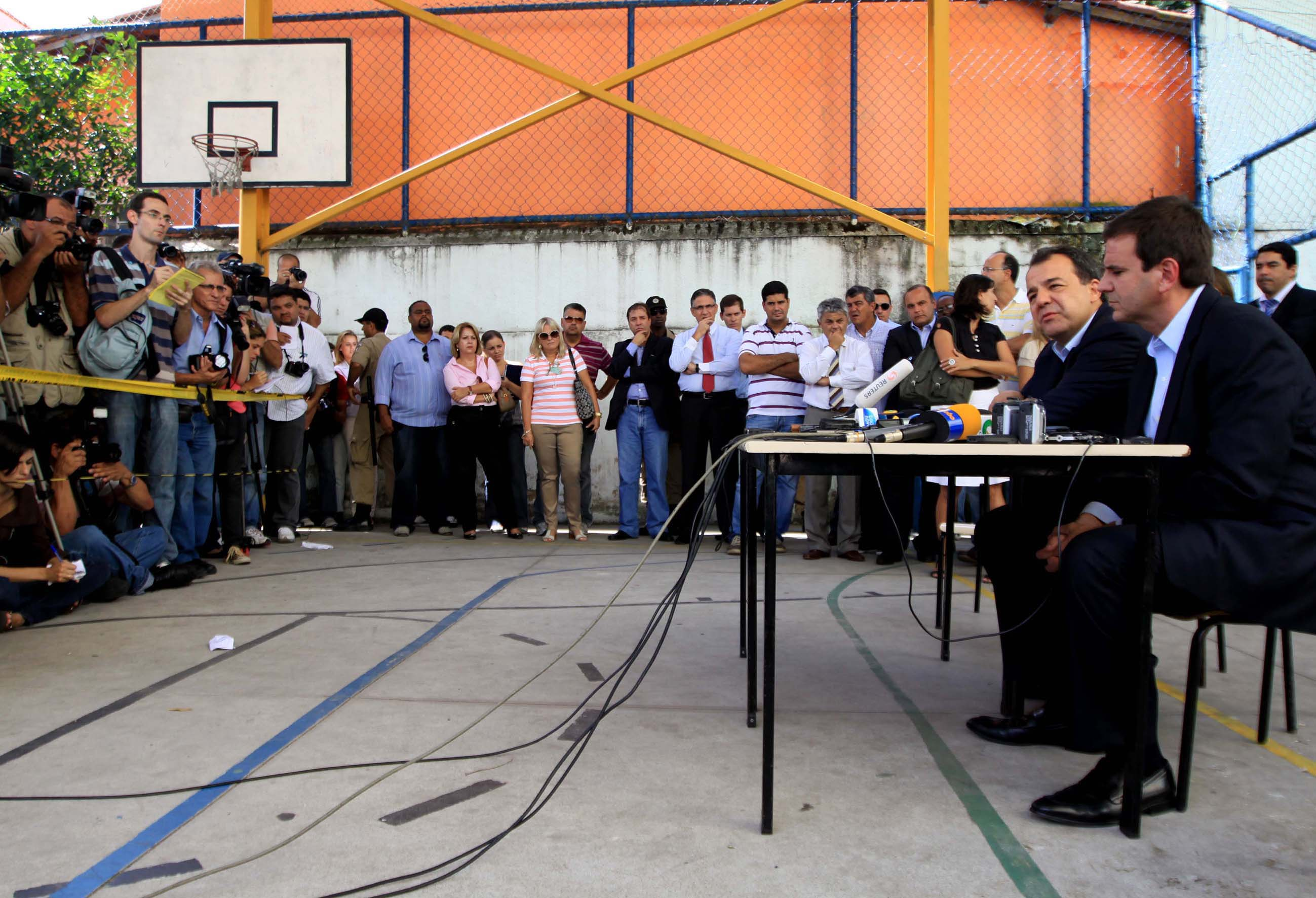
Le gouverneur de l'État de Rio de Janeiro, Sérgio Cabral Filho, et le maire de Rio de Janeiro, Eduardo Paes, parlent de l’événement survenu à l’école municipale Tasso da Silveira, à Realengo.

Le gouverneur de l'État de Rio de Janeiro, Sérgio Cabral, et le maire de Rio de Janeiro, Eduardo Paes, s'expriment devant la presse quelques heures après les faits, dans le gymnase de l'école où la tuerie s'est produite. Cabral qualifie de « héros » le sergent Alves, les enseignants et les enfants de l'école primaire qui ont donné l'alerte auprès des policiers ; « sans eux, la tragédie aurait été bien pire », déclare-t-il.
Peu après avoir été informée de l’attaque, la présidente du Brésil de l'époque Dilma Rousseff donne une conférence de presse au cours de laquelle elle relate, en larmes, la tragédie et sollicite une minute de silence pour les victimes,. À l'issue de cette minute de silence, elle déclare :

« Aujourd’hui, nous devons également regretter le fait que cela se soit passé à Realengo avec des enfants sans défense. Ce n’était pas caractéristique du pays d’avoir ce genre de crime. Par conséquent, je considère que tout le monde ici, hommes et femmes, est uni pour rejeter cet acte de violence, pour rejeter ce type de violence, en particulier contre les enfants sans défense. »

— Dilma Rousseff, présidente de la République fédérative du Brésil.
Le joueur de football Ronaldinho se rend à l'hôpital Albert-Schweitzer auprès de deux adolescents blessés dans la fusillade, accompagné de la présidente du Clube de Regatas do Flamengo Patrícia Amorim et du secrétaire d’État à la Santé et à la Défense civile Sérgio Côrtes.
La tragédie de l’école Realengo de Rio de Janeiro incite le ministre de la Justice José Eduardo Cardozo à avancer la date de la campagne nationale de désarmement qui était prévue pour le 6 mai. Le gouvernement pousse notamment les personnes possédant des armes à feu à les rendre contre des sommes d'argent, pouvant aller de 100 à 300 reais. Lors de la dernière campagne de ce type, menée entre décembre 2008 et décembre 2009, plus de 40 000 armes ont été collectées dans le pays,.
Les trois policiers qui sont intervenus lors de la fusillade sont décorés pour bravoure par le vice-président brésilien Michel Temer le 12 avril 2011. Le 3e sergent Márcio Alexandre Alves est promu au grade de 2e sergent tandis que les caporaux Denilson Francisco de Paula et Ednei Feliciano da Silva sont nommés 3e sergents,.

### Réponses internationales
À la suite de la fusillade, l'UNESCO condamne fermement le crime commis à l'école municipale Tasso da Silveira, dans un communiqué sur Twitter : « L'UNESCO rejette les attaques contre l'école de Rio et est solidaire des familles. L’école doit être un lieu de reconstruction de la paix et de la culture. »
L’archevêque de Rio de Janeiro, Orani João Tempesta, reçoit une lettre du pape Benoît XVI dans laquelle celui-ci se dit profondément affecté par la tragédie et demande à tous les habitants de la ville de « contribuer à construire une société sans violence et dans le respect mutuel, en particulier pour les faibles et les opprimés ».
Des élèves de l'école secondaire Columbine, qui a été le théâtre de la fusillade de Columbine en 1999, envoient des lettres aux victimes de la tragédie. Une grande affiche réalisée par ces mêmes élèves, sur laquelle ont été dessinés des mots de réconfort en portugais, est également envoyée à l’école Tasso da Silveira.

### Hommages et funérailles
De nombreuses célébrités utilisent les réseaux sociaux Twitter et Facebook pour commenter les événements et témoigner leur solidarité aux victimes de la tragédie. Le chanteur Ricky Martin exprime ses condoléances sur sa page Twitter : « Mes sincères condoléances aux familles impliquées dans l’événement tragique qui s’est produit aujourd’hui à l’école Tasso da Silveira de Rio de Janeiro. La paix #Brasil. » L’actrice Daniele Suzuki réagit également : « Comme si les catastrophes naturelles ne suffisaient pas, nous devons encore nous protéger des catastrophes mentales de ces tueurs déséquilibrés. »
L’ancien joueur de football brésilien Ronaldo exprime son soutien aux familles des victimes : « Moi qui suis père et vis avec l'innocence et la pureté des enfants, j'imagine l'ampleur de la douleur de toutes les familles… Mes condoléances. »
Le 10 avril, trois jours après la fusillade, un groupe de manifestants désireux de rendre hommage aux victimes déploient sur le sable de la plage de Copacabana douze drapeaux brésiliens tachés de peinture rouge, symbolisant le sang des enfants morts. La manifestation, organisée par l’ONG Rio de Paz et soutenue par une autre ONG, Viva Rio, rassemble environ 70 personnes. Ces dernières demandent au gouvernement de se montrer plus efficace dans la lutte contre le trafic d'armes et de munitions.
Le 11 avril, à la fin d’un concert à São Paulo, le chanteur Bono, du groupe irlandais U2, demande aux 80 360 personnes présentes au concert d’allumer leurs briquets et leurs téléphones portables. Les lumières du stade sont éteintes pendant que les noms des douze enfants morts durant la fusillade défilent sur l’écran circulaire. Bono déclare en outre au sujet de cette tragédie : « C’est une violence aveugle et déchirante. Si vous avez des enfants, vous y pensez. Nous essayons d’expliquer l’inexplicable et l’inacceptable. »
Les corps des enfants tués sont inhumés le 8 avril 2011, le lendemain de la tragédie. Le maire de Rio de Janeiro Eduardo Paes, présent dans les cimetières de Murundu et de Sulacap, déclare à cette occasion :

« Je suis venu ici pour embrasser les familles. C’est une tragédie qui a secoué toute la ville. Tout le monde est très consterné par ce qui s’est passé. Ce que nous pouvons faire maintenant, c’est essayer de donner un peu d’affection et un câlin, en tant que père et carioca. C’étaient des enfants qui cherchaient leur avenir dans une école et qui, face à un acte brutal, ont perdu la vie. Rien ne va réparer la perte qu’ils ont subie. »

— Eduardo Paes, maire de Rio de Janeiro.
L’enterrement de Wellington Menezes de Oliveira est quant à lui organisé en toute discrétion dans le cimetière de Caju par les autorités brésiliennes. Personne n'assiste à ses funérailles, sa famille adoptive n'ayant pas réclamé sa dépouille. Le jeune homme n’est pas enterré aux côtés de sa mère adoptive, décédée deux ans avant l'attaque, ni avec un drap blanc, comme il l’avait demandé dans sa lettre de suicide.
Le 16 avril 2011, pour effacer les marques de la tragédie, l’école Tasso da Silveira subit une rénovation. Tous les murs sont repeints en blanc, les salles de classe reçoivent de nouveaux meubles et du matériel informatique est installé,. Sur la façade de l'école, plusieurs élèves apposent leurs empreintes de mains sur le mur et dessinent des fleurs, des cœurs et des scènes de la vie quotidienne, comme un match de football.
Le 11 mai 2011, une garderie pouvant accueillir 150 enfants de six mois à trois ans et portant le nom de Samira Pires Ribeiro, l'une des victimes de la fusillade, est inaugurée. Sont présents à la cérémonie le maire de Rio Eduardo Paes, la secrétaire municipale à l’Éducation Claudia Costin ainsi que des membres de la famille de Samira.
Un monument en l’honneur des douze enfants et adolescents tués à l’école municipale Tasso da Silveira est dévoilé le 20 septembre 2015 sur une place à l’arrière de l’école. Le monument, construit à la demande des familles des victimes, regroupe les sculptures en bronze de onze enfants et adolescents, d’une hauteur de 1,5 mètre. Un papillon représente la 12e victime dont la famille n'a pas souhaité voir le visage reproduit sur le mémorial.
Le 15 janvier 2019, ce mémorial est par la suite vandalisé. Une plainte est déposée, en vain, par la mère d'une des victimes de la fusillade qui déclare au sujet de cette dégradation : « C’était très triste pour moi de devoir voir ça. Ça fait mal, c’est déchirant. »
Le 18 août 2021, une décennie après le massacre, la municipalité de Rio s'engage à verser des pensions à vie aux familles des victimes. Selon la conseillère municipale Monica Benicio, en partie à l'origine de cette initiative, « le gouvernement porte la responsabilité de cette tragédie, et le moins que l’on attende, c’est l’accueil et l’aide financière à ces familles ».

## Enquête policière

### Armes utilisées

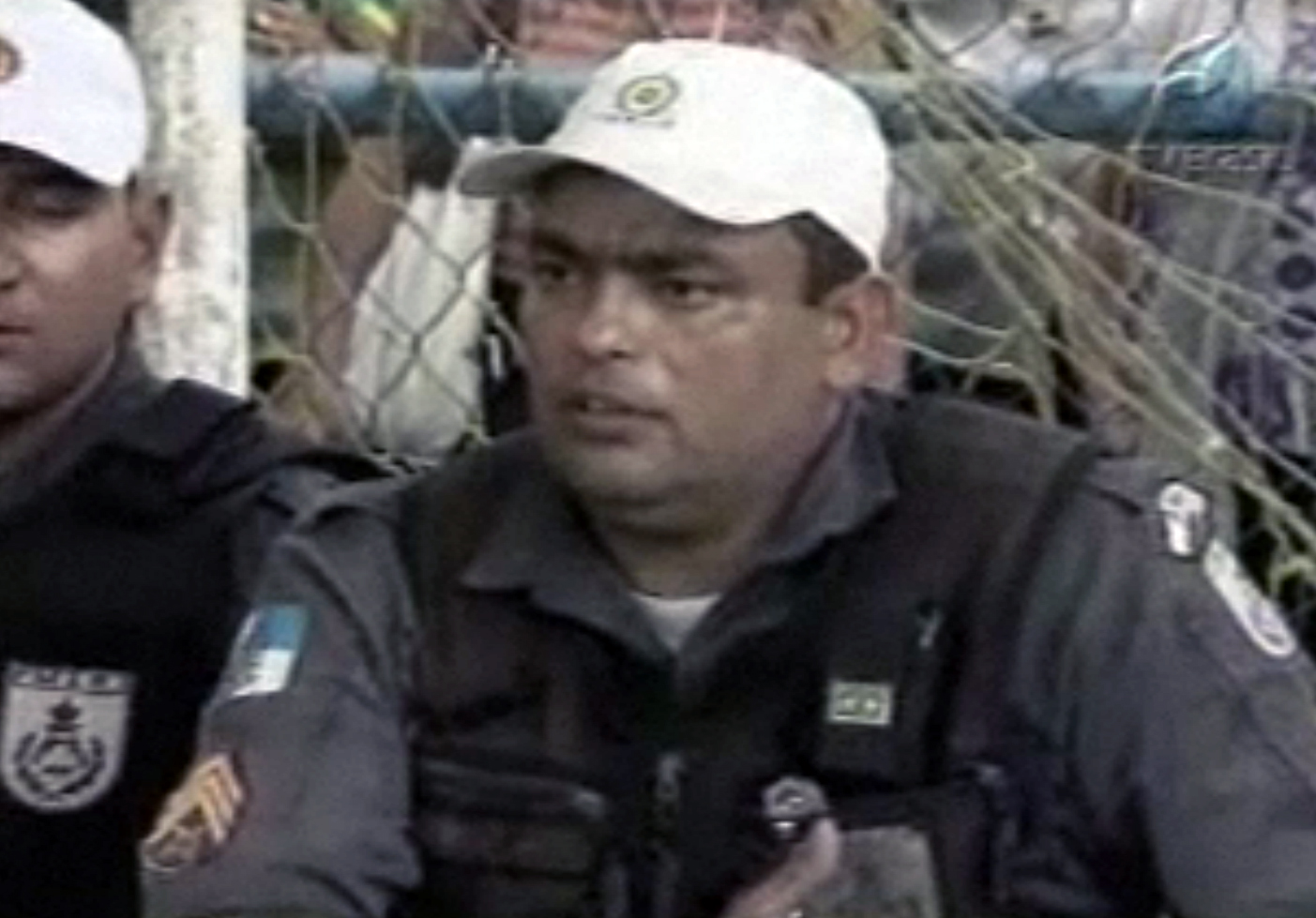
Márcio Alexandre Alves, le policier auteur du coup de feu qui a touché le tireur Wellington Menezes de Oliveira.

Au cours de l'attaque, Wellington Menezes de Oliveira a tiré plus de 60 coups de feu avec le revolver de calibre .38 Special et a rechargé l’arme neuf fois. Il dispose également d'un revolver de calibre .32 attaché à sa ceinture dont il a, selon la police, fait usage à plusieurs reprises. Le tireur possède en outre six chargeurs rapides destinés à recharger le revolver en peu de temps.
Concernant le revolver de calibre .32, deux personnes soupçonnées d’avoir vendu cette arme à Wellington Menezes de Oliveira sont mises en cause. Charleston Souza de Lucena, 38 ans, et un gardien au chômage, Izaías de Souza, 48 ans, admettent avoir vendu le revolver et cinq munitions pour la somme de 200 $. Le vendeur de l'arme affirme avoir été approché en janvier 2011 par de Oliveira, ce dernier expliquant qu’il avait besoin d’une arme à feu pour se protéger alors qu’il vivait seul.
Izaías de Souza fait ultérieurement part de ses regrets d'avoir vendu l'arme à de Oliveira : « Si j’avais su ce qui allait se passer à l'école, je n’aurais jamais vendu le revolver de calibre .32. J’ai une fille et une belle-fille qui sont scolarisées dans une école juste devant chez lui et j'ai pensé que cela aurait pu survenir là-bas. Laissons la justice faire son travail,. »
Le 14 avril 2011, la police civile de Rio de Janeiro appréhende un individu suspecté d'avoir vendu le revolver de calibre .38 à de Oliveira. Les experts de la police civile réussissent à identifier le numéro de série du revolver, bien qu'il ait été abrasé. Grâce à la numérotation, les enquêteurs remontent jusqu'au vendeur de l’arme, des chargeurs rapides et des munitions, Manuel Freitas Louvise, 57 ans.
Charleston Souza de Lucena et Izaías de Souza sont transférés à la prison d’Ary Franco à Água Santa, dans la zone nord de Rio, le 10 avril 2011. Les deux hommes sont inculpés pour commerce illégal d’armes et encourent une peine de quatre à huit ans de prison.

### Motivation présumée
Plusieurs psychologues se sont penchés sur le cas de Oliveira, notamment Maria de Fátima Franco dos Santos, une psychologue médico-légale. Selon elle, ce type de crime est invariablement commis par des personnes qui présentent des symptômes de maladie mentale. La psychopathie est un trouble mental grave caractérisé par une déviation du caractère, l’absence de sentiments authentiques, la froideur, l’insensibilité aux sentiments des autres, la manipulation et l’égocentrisme. « D’après les informations qui ont été publiées, il ne semblait pas souffrir de schizophrénie, car il me semblait qu’il était assez organisé. Il a prémédité le crime, s’est présenté en disant qu’il allait donner une conférence et paraissait avoir une fascination avec des armes à feu. Il s’est préparé à l’acte qu’il a commis », a-t-elle déclaré.
Le représentant des Témoins de Jéhovah nie l'appartenance du tireur à sa communauté religieuse, bien que sa mère adoptive ait été membre de ladite communauté :

« En raison de la tragédie malheureuse qui s’est produite jeudi dernier à l’école municipale Tasso da Silveira, dans le quartier Realengo de Rio de Janeiro, les Témoins de Jéhovah ont tenu à exprimer leur solidarité avec les familles des victimes, se joignant à eux dans leur deuil et leur indignation, et à affirmer clairement auprès de l’opinion publique que le tireur Wellington Menezes de Oliveira n’était pas un témoin de Jéhovah. Bien que sa belle-mère, aujourd’hui décédée, ait été témoin de Jéhovah, Wellington, cependant, comme déjà rapporté dans la presse, n’a pas suivi la religion de sa mère, ayant démontré à la fois par son comportement introverti et solitaire, ainsi que par la teneur de sa lettre d’adieu, que sa manière d’agir indiquait un grave déséquilibre mental, n’ayant rien à voir avec le parcours d’un membre de la religion des Témoins de Jéhovah.
Les Témoins de Jéhovah sont chrétiens, ils aiment la vie et les gens en général. Leur étude régulière de la Bible les pousse à chercher des moyens de faire le bien, à leur famille, à leurs amis et à tous leurs semblables. Par conséquent, nous réaffirmons que l’homme qui a commis les crimes barbares à l’école municipale de Tasso da Silveira n’était pas membre de la religion des Témoins de Jéhovah. Nous espérons que cette déclaration sera suffisante pour dissiper tout doute à ce sujet. »

— Antonio Marcos Oliveira, représentant des Témoins de Jéhovah.
Wellington semble également s'être intéressé à l'islam. L’une des sœurs du tireur déclare à la police que Wellington fréquentait une mosquée du centre-ville de Rio. Dans ses écrits, celui-ci fait référence à de nombreuses reprises à des groupes extrémistes et dit partager son temps entre les prières et les réflexions sur le terrorisme, comme dans cette lettre :
« Je suis hors du groupe, mais je fais tous les jours ma prière de midi qui est celle de la reconnaissance à Dieu et les cinq autres qui sont de dévouement à Dieu et environ quatre heures de la journée que je passe à lire le Coran. Pas le livre, parce qu’il est resté avec le groupe, mais des parties que j’ai copiées pour moi-même. Et, le reste du temps, je médite sur le onze septembre. »
Quelques heures après la fusillade, le président de l’Union nationale des entités islamiques du Brésil, Jamel El Bacha, nie tout lien entre le tireur et la religion musulmane. Dans une déclaration officielle, l'institution condamne le crime qu'elle qualifie d'acte « fou et inexplicable ».
L'ensemble des fichiers de données présents sur le disque dur de l'ordinateur du tireur, d'une capacité de 80 gigaoctets, sont récupérés au moyen d'un programme utilisé par le FBI, en dépit de la tentative de de Oliveira de les supprimer le jour de l'attaque. Toutes les vidéos ont été filmées à l'aide d'une caméra Kodak, sans l'aide d'une personne extérieure,.
Dans une lettre, Menezes de Oliveira salue la réaction violente du garçon australien Casey Haynes aux intimidations infligées par d’autres élèves, rendue publique par une vidéo largement diffusée en ligne en mars 2011. Il décrit également l’étudiant sud-coréen Cho Seung-hui, qui a tué 32 étudiants et professeurs lors de la fusillade de l'université Virginia Tech en 2007, comme un « frère ». Les photos réalisées par Menezes de Oliviera présentent d'ailleurs plusieurs similitudes avec celles de Cho mais également d'autres tueurs de masse tels que Pekka-Eric Auvinen et Matti Saari.
Selon un rapport du Jornal Nacional, qui a eu accès à deux fichiers vidéo enregistrés par le jeune homme, ce dernier se filme 48 h avant l'attaque, le visage glabre, en déclarant : « La lutte pour laquelle de nombreux frères sont morts dans le passé, et pour laquelle je mourrai, n’est pas exclusivement pour ce que l’on appelle le harcèlement. Notre combat est contre les gens cruels et lâches qui profitent de la bonté, de l’innocence, de la faiblesse des gens qui sont incapables de se défendre. »
Le motif du massacre commis par Wellington Menezes de Oliveira n’est pas connu avec certitude. Ce dernier a néanmoins laissé une lettre dactylographiée sur son ordinateur qui indique clairement qu'il avait planifié sa propre mort depuis au moins juillet 2010. Dans l’une des vidéos, Wellington explique que c'est le harcèlement qu'il a subi qui a motivé le massacre. En tout, sept photos et cinq vidéos sont retrouvées dans l'ordinateur du tireur. Dans chacune d’elles, il apparaît seul. Dans son dernier enregistrement, il annonce qu’il quitte son domicile pour se rendre dans un hôtel et se préparer à l’attaque.

### Lettre de suicide
Un nombre d'experts en psychiatrie, en psychologie et en théologie se sont intéressés à la lettre de suicide écrite par de Oliveira. Un professeur de psychiatrie, nommé Daniel Martins de Barros, rédige un article sur la condition psychologique du tireur. D'après le professeur, l'aspect de la lettre est étrange, mélangeant de manière confuse des éléments religieux avec des questions de conflits familiaux. Le texte est dans l'ensemble rédigé dans un langage compréhensible et cohérent. Cela ne ressemble pas au discours incompréhensible d'une personne « déconnectée de la réalité ».
Selon le théologien Leonardo Boff, la lettre a plus de liens avec la tradition judéo-chrétienne qu'avec l’islam. « Il [le tueur] n’a aucun lien avec la religion juive et musulmane, rien de tout cela. Il est de tradition judéo-chrétienne. Les Juifs attendent le Messie. Pour les chrétiens, le Messie, c’est Jésus », explique-t-il.
En outre, la lettre de l'assassin, montre une similitude avec une autre, écrite il y a dix ans : celle de Mohammed Atta, un des terroristes impliqués dans les attentats du 11 septembre 2001. En effet, l'aspect religieux des deux lettres est presque identique : les mêmes éléments concernant le tissu blanc sont présents et les deux hommes souhaitent qu'un disciple de Dieu vienne demander le pardon de ce dernier pour ce qu'ils s'apprêtent à faire.
Selon la psychiatre Ana Beatriz Barbosa Silva, la première partie de la lettre de Wellington a été copiée du texte d’Atta dans une tentative de donner un sens divin et transcendantal à son action criminelle. Elle déclare également : « Peu de temps après, quand il écrit de sa propre main dans le paragraphe suivant, il y a de la culpabilité et une demande de pardon pour ce qu’il allait faire. Je pense que pendant tout le temps qu’il lui a fallu pour planifier et s’entraîner pour cette journée, il a entendu ces deux voix. L’une qui le précipitait dans le crime et une autre qui lui parlait de la culpabilité qu’il porterait. »

« Tout d’abord, vous devez savoir que l’impur ne peut pas me toucher sans gants, seuls les chastes ou ceux qui ont perdu leur chasteté après le mariage et ne se sont pas livrés à l’adultère peuvent me toucher sans porter de gants, c’est-à-dire qu’aucun fornicateur ou adultère ne peut avoir un contact direct avec moi, ni rien de ce qui est impur ne peut toucher mon sang, Aucune personne impure ne peut avoir un contact direct avec une vierge sans sa permission, ceux qui s’occupent de mon enterrement doivent enlever tous mes vêtements, me baigner, me sécher et m’envelopper totalement nu dans un drap blanc qui se trouve dans ce bâtiment, dans un sac que j’ai laissé dans la première pièce du premier étage, après m’avoir enveloppé dans ce drap, ils peuvent me mettre dans mon cercueil.
Si possible, je veux être enterré à côté de la tombe dans laquelle dort ma mère. Ma mère s’appelle Dicéa Menezes de Oliveira et est enterrée au cimetière de Murundu. J’ai besoin de la visite d’un fidèle disciple de Dieu dans ma tombe au moins une fois, j’ai besoin qu’il prie devant ma tombe, demandant pardon à Dieu pour ce que j’ai fait en priant pour qu’à sa venue Jésus me réveille du sommeil de la mort à la vie.
[…] »

— Wellington Menezes de Oliveira,.
Dans la dernière partie de sa lettre, Wellington Menezes de Oliveira déclare avoir quitté sa maison à Sepetiba que sa famille n'utilise plus. Il désire céder cette maison à l'une des institutions environnantes de protection des animaux. Il considère que ces derniers sont des êtres souvent négligés qui nécessitent davantage de protection et d'affection que les humains. Il demande instamment aux futurs propriétaires de la maison d'agir avec bon sens en honorant sa requête. L'auteur affirme que ce geste accomplirait également la volonté de ses parents, qui avaient souhaité transmettre cette propriété en son nom. Ne pas répondre à cette demande serait, selon l'auteur, manquer de respect envers ses parents décédés,.

## Auteur
Wellington Menezes de Oliveira, né le 13 juillet 1987 à Rio de Janeiro et mort le 7 avril 2011 à Realengo, dans l'État de Rio de Janeiro, au Brésil, à l'âge de 23 ans, est le cadet d'une fratrie de cinq frères et sœurs. Dès sa naissance, sa mère biologique, Eliete Pereira, ne peut pas s'occuper de lui en raison de problèmes de schizophrénie ; il est par la suite adopté par Dona Dicéia, la grand-tante de sa mère. Le jeune homme est élevé dès l'enfance dans la religion de sa mère adoptive, adepte des Témoins de Jehovah.
Le parcours scolaire de Menezes de Oliveira durant ses années passées à l'école Tasso da Silveira de 1999 à 2002 est marqué par un harcèlement incessant de la part d'autres élèves de l'établissement. Le quotidien O Dia affirme le lendemain de la fusillade que, lors de l'une de ces « humiliations constantes », il avait été jeté dans une poubelle de la cour de l'école et qu'on lui avait enfoncé la tête dans les toilettes,.
Le magazine hebdomadaire brésilien Veja, qui a obtenu les copies de deux fiches d'inscription au collège public Mère Teresa de Calcutta, constate qu'en 2004, Wellington Menezes de Oliveira avait écrit comme religion « Témoin de Jéhovah » mais qu'en 2006, il avait marqué « musulman », rompant ainsi définitivement avec la religion de sa mère adoptive.
Certains élèves se moquent de ses vêtements, et l’appellent par des surnoms rabaissants, tels que « Swing » parce qu’il marchait en boitant, et « Bottle bottom » parce qu’il portait des lunettes. Ainsi, rongé par la solitude et les moqueries de ses camarades, Menezes de Oliviera se crée une véritable obsession pour le terrorisme, les attentats du 11 septembre 2001 et la figure d'Oussama ben Laden.
Lors de son adolescence, il commence à travailler dans une station de lavage, puis, entre février 2008 et août 2010, il travaille dans une usine, et est promu assistant d’entrepôt, pour gagner environ 800 réaux par mois (environ 150 € par mois). Un ancien collègue se souvient de Wellington Menezes de Oliveira et déclarera à propos de lui : « Dans la dynamique de l’entreprise, nous avons réalisé que Wellington était introverti, n’interagissait pas avec d’autres personnes, mais on pensait que c’était de la pure timidité ».
La première perte majeure de la vie de Wellington Menezes de Oliveira est la mort de son père, causée par des problèmes cardiaques. Mais c'est la mort de sa mère adoptive en 2010 qui l’amène à s'isoler complètement. « Après la mort de sa mère, il semblait qu’il n’y avait personne d’autre dans la maison. Il est devenu encore plus calme. Il n’ouvrait même pas la bouche pour dire bonjour », se souvient Elma Pedroso, une voisine,.
Le frère du tireur déclare qu'après le décès de sa mère adoptive, celui-ci avait effectué des recherches troublantes sur Internet. Selon sa sœur aînée, Roselaine, dans une interview accordée à BandNews TV, il visitait des sites d'armes sur Internet : « Il a fait beaucoup de recherches sur les fusillades, ce genre de choses comme ça », a-t-elle déclaré. Le frère a également expliqué que Wellington avait surpris la famille avec quelques déclarations : « J’ai envie de détruire, par exemple, un avion, comme l’autre l’a fait là-bas aux États-Unis ».
Wellington exprime également le désir de visiter des pays à population islamique : « J’ai l’intention de sortir de cet État ou peut-être que j’irai directement en Égypte. ». Beaucoup de notes font référence à la Malaisie, un pays à majorité musulmane, où se trouvent certains des plus hauts bâtiments du monde. Dans ces mêmes notes, le futur assassin utilise des expressions telles que « Tours jumelles », « Données sur les conditions météorologiques en Malaisie au mois de septembre », « Météo », « Hautes tours », « Recherche d’avions malaisiens », « Vols » et « Aéroports ».